# Listen (album de David Guetta)
Pour les articles homonymes, voir Listen.
Albums de David Guetta
Nothing But The Beat
(2011) 7
(2018)
Singles
1. Lovers On The Sun
Sortie : 30 juin 2014
2. Dangerous
Sortie : 6 octobre 2014
3. What I Did For Love
Sortie : 12 janvier 2015
4. Hey Mama
Sortie : 16 mars 2015
5. Sun Goes Down
Sortie : 31 juillet 2015

Listen est le sixième album studio de David Guetta, sorti le 24 novembre 2014 en France. Publié en deux éditions distinctes, l’opus standard comprend un unique disque incluant des collaborations avec des artistes issus de milieux influencés par la musique pop et le hip-hop tels que Sam Martin, Emeli Sandé, Elliphant, Ms. Dynamite, The Script, Nico & Vinz, John Legend, Sia, Bebe Rexha, Nicki Minaj, MAGIC!, Sonny Wilson, Ryan Tedder, Jaymes Young (en), Birdy, Vassy et Skylar Grey. Des producteurs comme Showtek, Avicii et Afrojack seront aussi présents.
Listen Again est une ré-édition de l'album de David Guetta contenant l'édition standard de Listen, on y retrouve[Qui ?] dans le CD2 Bang My Head avec Sia et Fetty Wap, Clap Your Hands avec GLOWINTHEDARK, Blast Off avec Kaz James et Pelican, sorti le 20 novembre 2015. Un Listenin' Continous Mix dans le CD3 et 5 clips vidéos dans le CD4.

## Singles

### Singles de Listen
Lovers On The Sun est distribué le 30 juin 2014 en tant que premier single. La chanson, en duo avec Sam Martin, a atteint la première place d’un certain nombre de hit-parades en Europe et a été certifié à multiple reprises.
Dangerous, un autre duo avec Sam Martin, est commercialisé le 6 octobre 2014 en tant que deuxième single. Le titre se classe à la première place des ventes en France pendant plusieurs semaines.
What I Did For Love, le troisième single en collaboration avec Emeli Sandé, est envoyé aux radios le 12 janvier 2015.
Le quatrième single, Hey Mama en featuring avec Afrojack, Nicki Minaj et Bebe Rexha, sort le 16 mars 2015.
Sun Goes Down, le cinquième single en collaboration avec Showtek et en featuring avec MAGIC! et Sonny Wilson, est envoyé aux radios le 31 juillet 2015.

### Singles de Listen Again
Le 2 octobre 2015, David Guetta publie le titre Clap Your Hands en duo avec Glowinthedark.
Le 30 octobre 2015, David Guetta publie en tant que single un remix de sa chanson Bang My Head en collaboration avec Sia et Fetty Wap.

### Autres singles
Le titre Shot Me Down, en duo avec Skylar Grey, est publié le 3 février 2014. La chanson, qui atteint la quatrième place des hit-parades britanniques, n’apparait que sur l’édition deluxe de Listen, ainsi que sur Listen Again.
Bad est publié le 17 mars 2014. Le morceau est une collaboration avec Showtek et Vassy. Il atteint la vingt-deuxième place des hit-parades britanniques et n’apparait également que sur l’édition deluxe de Listen et sur Listen Again.
Le titre Blast Off, en duo avec Kaz James est publié le 9 juin 2014. Le titre n'apparait que sur Listen Again.

## Liste des pistes

### Listen
| 1.    | Dangerous (featuring Sam Martin)                                   | David Guetta, Giorgio Tuinfort, Sam Martin, Jason Evigan, Lindy Robbins                                                                                                  | David Guetta, Giorgio Tuinfort, Jason Evigan, Sam Martin           | 3:23 |
| 2.    | What I Did For Love (featuring Emeli Sandé)                        | David Guetta, Giorgio Tuinfort, Breyan Stanley Isaac, Jason Evigan, Sam Martin, Sean Douglas                                                                             | David Guetta, Giorgio Tuinfort                                     | 3:27 |
| 3.    | No Money No Love (with Showtek featuring Elliphant & Ms. Dynamite) | David Guetta, Wouter Janssen, Sjoerd Janssen, Nick Rotteveel, Giorgio Tuinfort, Ester Dean, Terius “The Dream” Nash                                                      | David Guetta, Showtek, Nicky Romero, Giorgio Tuinfort              | 3:57 |
| 4.    | Lovers On The Sun (featuring Sam Martin)                           | David Guetta, Tim Bergling, Giorgio Tuinfort, Fred Rister, Michael Einziger, Sam Martin, Jason Evigan                                                                    | David Guetta, Avicii, Giorgio Tuinfort, Fred Rister                | 3:23 |
| 5.    | Goodbye Friend (featuring The Script)                              | David Guetta, Fred Rister, Giorgio Tuinfort, Sam Martin, Jason Evigan, Sean Douglas, Breyan Stanley Isaac, Danny O Donoghue, Mark Sheehan, Zsolt Milichovski, David Nagy | David Guetta, Fred Rister, Stadium X                               | 3:49 |
| 6.    | Lift Me Up (featuring Nico & Vinz & Ladysmith Black Mambazo)       | David Guetta, Giorgio Tuinfort, Geoffro Early, Danny Majic, Justin Franks, Nico Sereba, Vincent Dery, Julie Frost                                                        | David Guetta, Giorgio Tuinfort                                     | 3:58 |
| 7.    | Listen (featuring John Legend)                                     | David Guetta, Giorgio Tuinfort, Austin Bisnow, Fred Rister, Jason Evigan, John Stephens, Sarah Rayne, Joaquin Howard Banuelos                                            | David Guetta, Giorgio Tuinfort                                     | 3:46 |
| 8.    | Bang My Head (featuring Sia)                                       | David Guetta, Giorgio Tuinfort, Nick Rotteveel, Marcus van Wattum, Christian Karlsson, Sia Furler, Vincent Pontare & Magnus Lidehall                                     | David Guetta, Giorgio Tuinfort, Nicky Romero and Marcus van Wattum | 3:53 |
| 9.    | Yesterday (featuring Bebe Rexha)                                   | David Guetta, Tim Bergling, Giorgio Tuinfort, Bebe Rexha, Sean Douglas                                                                                                   | David Guetta, Avicii, Giorgio Tuinfort                             | 4:03 |
| 10.   | Hey Mama (with Afrojack featuring Nicki Minaj & Bebe Rexha)        | David Guetta, Giorgio Tuinfort, Nick van de Wall, Ester Dean, Bebe Rexha, Sean Douglas, Nicki Minaj                                                                      | David Guetta, Giorgio Tuinfort, Afrojack, Ester Dean               | 3:12 |
| 11.   | Sun Goes Down (with Showtek featuring MAGIC! & Sonny Wilson)       | David Guetta, Giorgio Tuinfort, Wouter Janssen, Sjoerd Janssen, Nasri Atweh, Lukas Loules, Mark Pellizzer                                                                | David Guetta, Showtek & Lukas Loules                               | 3:31 |
| 12.   | S.T.O.P (featuring Ryan Tedder)                                    | David Guetta, Giorgio Tuinfort, Pierre-Luc Rioux, Justin Davey, Vinay Vyas, Ryan Tedder                                                                                  | David Guetta, Giorgio Tuinfort                                     | 3:34 |
| 13.   | I'll Keep Loving You (featuring Jaymes Young & Birdy)              | David Guetta, Fred Rister, Giorgio Tuinfort, Teemu Brunila, Jaymes Young, Birdy, Matt Dragstrem                                                                          | David Guetta et Fred Rister                                        | 3:08 |
| 14.   | The Whisperer (featuring Sia)                                      | David Guetta, Giorgio Tuinfort, Sia Furler | David Guetta, Giorgio Tuinfort                                     | 3:54 |
| 51:06 |                                                                    | |                                                                    |      |

| Édition Deluxe | Édition Deluxe                       | Édition Deluxe | Édition Deluxe                                               | Édition Deluxe | Édition Deluxe | Édition Deluxe | Édition Deluxe | Édition Deluxe | Édition Deluxe |
| No             | Titre                                | Auteur | Producteur(s)                                                | Durée          |                |                |                |                |                |
| -------------- | ------------------------------------ | --- | ------------------------------------------------------------ | -------------- | -------------- | -------------- | -------------- | -------------- | -------------- |
| 15.            | Bad (with Showtek featuring Vassy)   | David Guetta, Wouter Janssen, Sjoerd Janssen, Giorgio Tuinfort, Ossama Al Sarraf, Ned Shepard, Manuel Reuter, Vassy, Nick Turpin | David Guetta, Showtek, Sultan and Ned Shepard, Manuel Reuter | 2:50           |                |                |                |                |                |
| 16.            | Rise (featuring Skylar Grey)         | David Guetta, Giorgio Tuinfort, Holly Brook Hafermann, Claude Kelly                                                              | David Guetta, Giorgio Tuinfort                               | 3:55           |                |                |                |                |                |
| 17.            | Shot Me Down (featuring Skylar Grey) | David Guetta, Giorgio Tuinfort, Sonny Bono                                                                                       | David Guetta, Giorgio Tuinfort, Ralph Wegner                 | 3:11           |                |                |                |                |                |
| 18.            | Dangerous (Robin Schulz Remix)       | David Guetta, Giorgio Tuinfort, Sam Martin, Jason Evigan, Lindy Robbins                                                          | Schulz                                                       | 3:20           |                |                |                |                |                |
| 13:18          |                                      | |                                                              |                |                |                |                |                |                |

### Listen Again
| Listen Again (CD1) | Listen Again (CD1)                                             | Listen Again (CD1) | Listen Again (CD1)                                                 | Listen Again (CD1) | Listen Again (CD1) | Listen Again (CD1) | Listen Again (CD1) | Listen Again (CD1) | Listen Again (CD1) |
| No                 | Titre                                                          | Auteur | Producteur(s)                                                      | Durée              |                    |                    |                    |                    |                    |
| ------------------ | -------------------------------------------------------------- | --- | ------------------------------------------------------------------ | ------------------ | ------------------ | ------------------ | ------------------ | ------------------ | ------------------ |
| 1.                 | Dangerous (featuring Sam Martin)                               | David Guetta, Giorgio Tuinfort, Sam Martin, Jason Evigan, Lindy Robbins | David Guetta, Giorgio Tuinfort, Jason Evigan, Sam Martin           | 3:23               |                    |                    |                    |                    |                    |
| 2.                 | What I Did For Love (featuring Emeli Sandé)                    | David Guetta, Giorgio Tuinfort, Breyan Stanley Isaac, Jason Evigan, Sam Martin, Sean Douglas                                                                                    | David Guetta, Giorgio Tuinfort                                     | 3:27               |                    |                    |                    |                    |                    |
| 3.                 | No Money No Love (Showtek featuring Elliphant et Ms. Dynamite) | David Guetta, Wouter Janssen, Sjoerd Janssen, Nick Rotteveel, Giorgio Tuinfort, Ester Dean, Terius “The Dream” Nash                                                             | David Guetta, Showtek, Nicky Romero, Giorgio Tuinfort              | 3:57               |                    |                    |                    |                    |                    |
| 4.                 | Lovers On The Sun (featuring Sam Martin)                       | David Guetta, Tim Bergling, Giorgio Tuinfort, Frederic Riesterer, Michael Einziger, Sam Martin, Jason Evigan                                                                    | David Guetta, Avicii, Giorgio Tuinfort, Frederic Riesterer         | 3:23               |                    |                    |                    |                    |                    |
| 5.                 | Goodbye Friend (featuring The Script)                          | David Guetta, Frederic Riesterer, Giorgio Tuinfort, Sam Martin, Jason Evigan, Sean Douglas, Breyan Stanley Isaac, Danny O Donoghue, Mark Sheehan, Zsolt Milichovski, David Nagy | David Guetta, Frederic Riesterer, Stadium X                        | 3:49               |                    |                    |                    |                    |                    |
| 6.                 | Lift Me Up (featuring Nico & Vinz et Ladysmith Black Mambazo)  | David Guetta, Giorgio Tuinfort, Geoffro Early, Danny Majic, Justin Franks, Nico Sereba, Vincent Dery, Julie Frost                                                               | David Guetta, Giorgio Tuinfort                                     | 3:58               |                    |                    |                    |                    |                    |
| 7.                 | Listen (featuring John Legend)                                 | David Guetta, Giorgio Tuinfort, Austin Bisnow, Frederic Riesterer, Jason Evigan, John Stephens, Sarah Rayne, Joaquin Howard Banuelos                                            | David Guetta, Giorgio Tuinfort                                     | 3:46               |                    |                    |                    |                    |                    |
| 8.                 | Bang My Head (featuring Sia)                                   | David Guetta, Giorgio Tuinfort, Nick Rotteveel, Marcus van Wattum, Christian Karlsson, Sia Furler, Vincent Pontare & Magnus Lidehall                                            | David Guetta, Giorgio Tuinfort, Nicky Romero and Marcus van Wattum | 3:53               |                    |                    |                    |                    |                    |
| 9.                 | Yesterday (featuring Bebe Rexha)                               | David Guetta, Tim Bergling, Giorgio Tuinfort, Bebe Rexha, Sean Douglas | David Guetta, Avicii, Giorgio Tuinfort                             | 4:03               |                    |                    |                    |                    |                    |
| 10.                | Hey Mama (featuring Nicki Minaj, Bebe Rexha et Afrojack)       | David Guetta, Giorgio Tuinfort, Nick van de Wall, Ester Dean, Bebe Rexha, Sean Douglas, Nicki Minaj                                                                             | David Guetta, Giorgio Tuinfort, Afrojack, Ester Dean               | 3:12               |                    |                    |                    |                    |                    |
| 11.                | Sun Goes Down (with Showtek featuring MAGIC! et Sonny Wilson)  | David Guetta, Giorgio Tuinfort, Wouter Janssen, Sjoerd Janssen, Nasri Atweh, Lukas Loules, Mark Pellizzer                                                                       | David Guetta, Showtek & Lukas Loules                               | 3:31               |                    |                    |                    |                    |                    |
| 12.                | S.T.O.P (featuring Ryan Tedder)                                | David Guetta, Giorgio Tuinfort, Pierre-Luc Rioux, Justin Davey, Vinay Vyas, Ryan Tedder                                                                                         | David Guetta, Giorgio Tuinfort                                     | 3:34               |                    |                    |                    |                    |                    |
| 13.                | I'll Keep Loving You (featuring Jaymes Young et Birdy)         | David Guetta, Frederic Riesterer, Giorgio Tuinfort, Teemu Brunila, Jaymes Young, Birdy, Matt Dragstrem                                                                          | David Guetta and Frederic Riesterer                                | 3:08               |                    |                    |                    |                    |                    |
| 14.                | The Whisperer (featuring Sia)                                  | David Guetta, Giorgio Tuinfort, Sia Furler | David Guetta, Giorgio Tuinfort                                     | 3:54               |                    |                    |                    |                    |                    |
| 51:06              |                                                                | |                                                                    |                    |                    |                    |                    |                    |                    |

| Listen Again (CD2) | Listen Again (CD2)                                  | Listen Again (CD2) | Listen Again (CD2)                                                                                            | Listen Again (CD2) | Listen Again (CD2) | Listen Again (CD2) | Listen Again (CD2) | Listen Again (CD2) | Listen Again (CD2) |
| No                 | Titre                                               | Auteur | Producteur(s)                                                                                                 | Durée              |                    |                    |                    |                    |                    |
| ------------------ | --------------------------------------------------- | --- | --- | ------------------ | ------------------ | ------------------ | ------------------ | ------------------ | ------------------ |
| 1.                 | Bang My Head (featuring Sia & Fetty Wap)            | David Guetta, Giorgio Tuinfort, Nick Rotteveel, Marcus van Wattum, Christian Karlsson, Sia Furler, Vincent Pontare, Magnus Lidehall                   | David Guetta, Giorgio Tuinfort, Nick Rotteveel, Marcus van Wattum                                             | 3:11               |                    |                    |                    |                    |                    |
| 2.                 | Clap Your Hands (avec Glowinthedark)                | David Guetta, Albert Harvey, Kevin Ramos, Thomas Leithead-Docherty                                                                                    | David Guetta, Albert Harvey, Kevin Ramos, Thomas Leithead-Docherty                                            | 3:56               |                    |                    |                    |                    |                    |
| 3.                 | Bad (avec Showtek featuring Vassy)                  | David Guetta, Wouter Janssen, Sjoerd Janssen, Giorgio Tuinfort, Ossama Al Sarraf, Ned Shepard, Manuel Reuter, Vassiliki Karagiorgios, Nicholas Turpin | David Guetta, Wouter Janssen, Sjoerd Janssen, Giorgio Tuinfort, Ossama Al Sarraf, Ned Shepard, Manuel Reuter, | 2:50               |                    |                    |                    |                    |                    |
| 4.                 | Shot Me Down (featuring Skylar Grey)                | David Guetta, Giorgio Tuinfort, Sonny Bono | David Guetta, Giorgio Tuinfort, Ralph Wegner                                                                  | 3:11               |                    |                    |                    |                    |                    |
| 5.                 | Blast Off (avec Kaz James)                          | David Guetta, Kaz James, Giorgio Tuinfort, Ebow Graham, Pavan Mukhi, Ralph Wegner                                                                     | David Guetta, Giorgio Tuinfort, Ralph Wegner                                                                  | 3:07               |                    |                    |                    |                    |                    |
| 6.                 | The Death Of EDM (avec Showtek featuring Beardyman) | David Guetta, Wouter Janssen, Sjoerd Janssen, Darren Foreman                                                                                          | David Guetta, Wouter Janssen, Sjoerd Janssen                                                                  | 4:54               |                    |                    |                    |                    |                    |
| 7.                 | Pelican                                             | David Guetta, Ralph Wegner, Frederic Riesterer | David Guetta, Ralph Wegner, Frederic Riesterer                                                                | 3:25               |                    |                    |                    |                    |                    |
| 8.                 | Bang My Head (featuring Sia (Glowinthedark remix))  | David Guetta, Giorgio Tuinfort, Nick Rotteveel, Marcus van Wattum, Christian Karlsson, Sia Furler, Vincent Pontare, Magnus Lidehall,                  | David Guetta, Giorgio Tuinfort, Nick Rotteveel, Marcus van Wattum                                             | 3:48               |                    |                    |                    |                    |                    |
| 27:26              |                                                     | | |                    |                    |                    |                    |                    |                    |

## Historique de sortie
| Région           | Date             | Formats                      | Labels                           |
| ---------------- | ---------------- | ---------------------------- | -------------------------------- |
| Allemagne        | 21 novembre 2014 | CD, téléchargement numérique | What A Music, Parlophone, Warner |
| Australie        | 21 novembre 2014 | CD, téléchargement numérique | What A Music, Parlophone, Warner |
| Nouvelle-Zélande | 21 novembre 2014 | CD, téléchargement numérique | What A Music, Parlophone, Warner |
| États-Unis       | 24 novembre 2014 | CD, téléchargement numérique | What A Music, Parlophone, Warner |
| France           | 24 novembre 2014 | CD, téléchargement numérique | What A Music, Parlophone, Warner |
| Royaume-Uni      | 24 novembre 2014 | CD, téléchargement numérique | What A Music, Parlophone, Warner |
| Italie           | 25 novembre 2014 | CD, téléchargement numérique | What A Music, Parlophone, Warner |